# Alfa Romeo 145/146

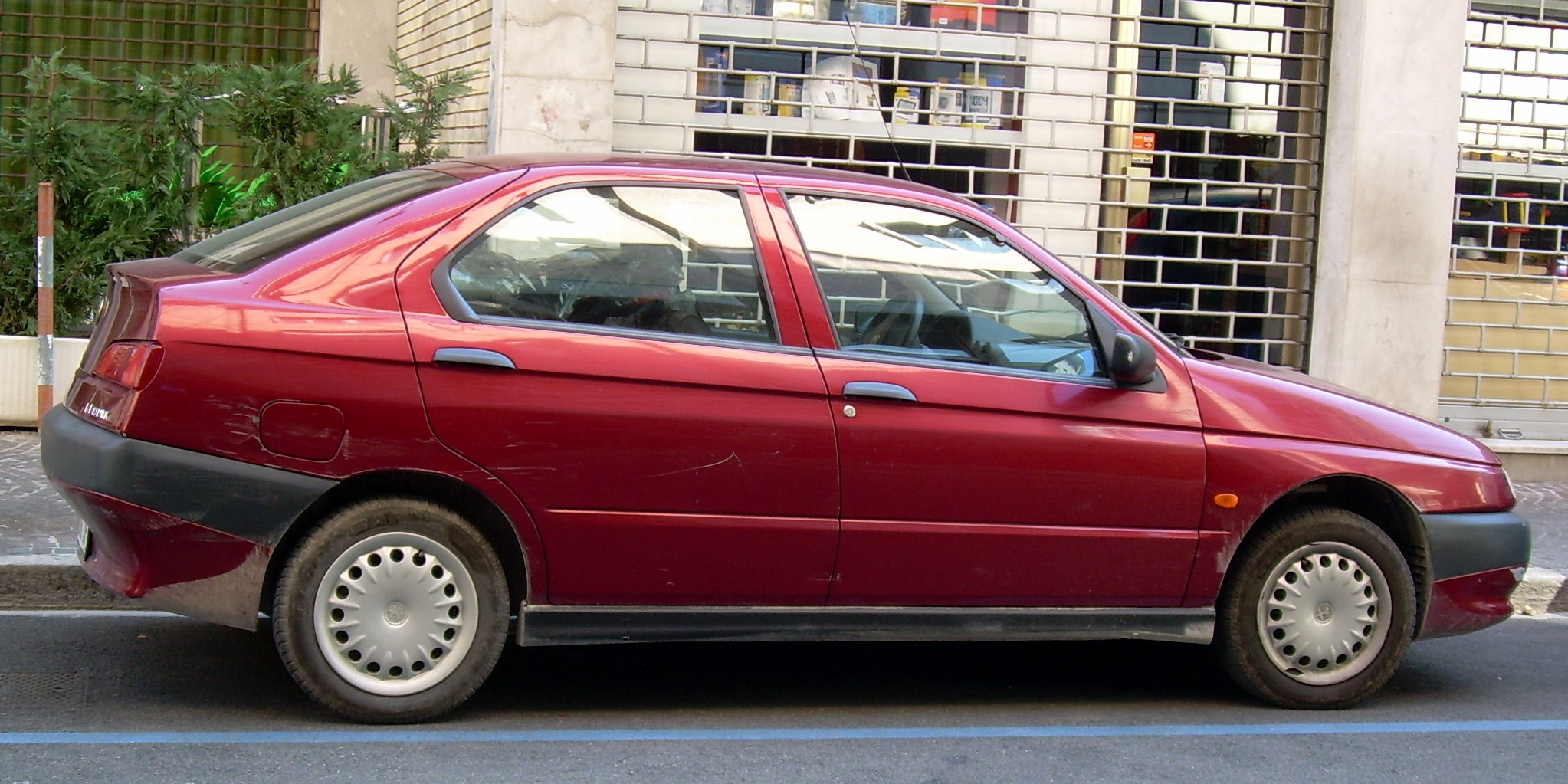
Alfa Romeo 146.

El Alfa Romeo 145 (Tipo 930A) y 146 (Tipo 930A) es un automóvil de turismo del segmento C producido por el fabricante italiano Alfa Romeo entre los años 1995 y 2001. Las denominaciones 145 y 146 corresponden a las carrocerías hatchback de tres y cinco puertas respectivamente, que tienen aspecto exterior diferenciados. Sucedió al Alfa Romeo 33, y fue reemplazado en el año 2000 por el Alfa Romeo 147.
Los modelos 145 y 146 comparten componentes exteriores e interiores desde el pilar B hacia adelante.. Se fabricaron un total de 221.037 unidades del 145 y 233.295 del 146.
El Alfa Romeo 145 fue diseñado en el Centro Stile Alfa Romeo, a cargo de Chris Bangle y presentado en el Salón del Automóvil de Turín de 1995. A su vez, el 146 fue presentado como novedad en el año 1995. La plataforma utilizada por estos modelos era la misma que la del Fiat Tipo/Tempra. Los 145 y 146 fueron reestilizados en 1997, con motorizaciones actualizadas y cambios visuales.

## Historia

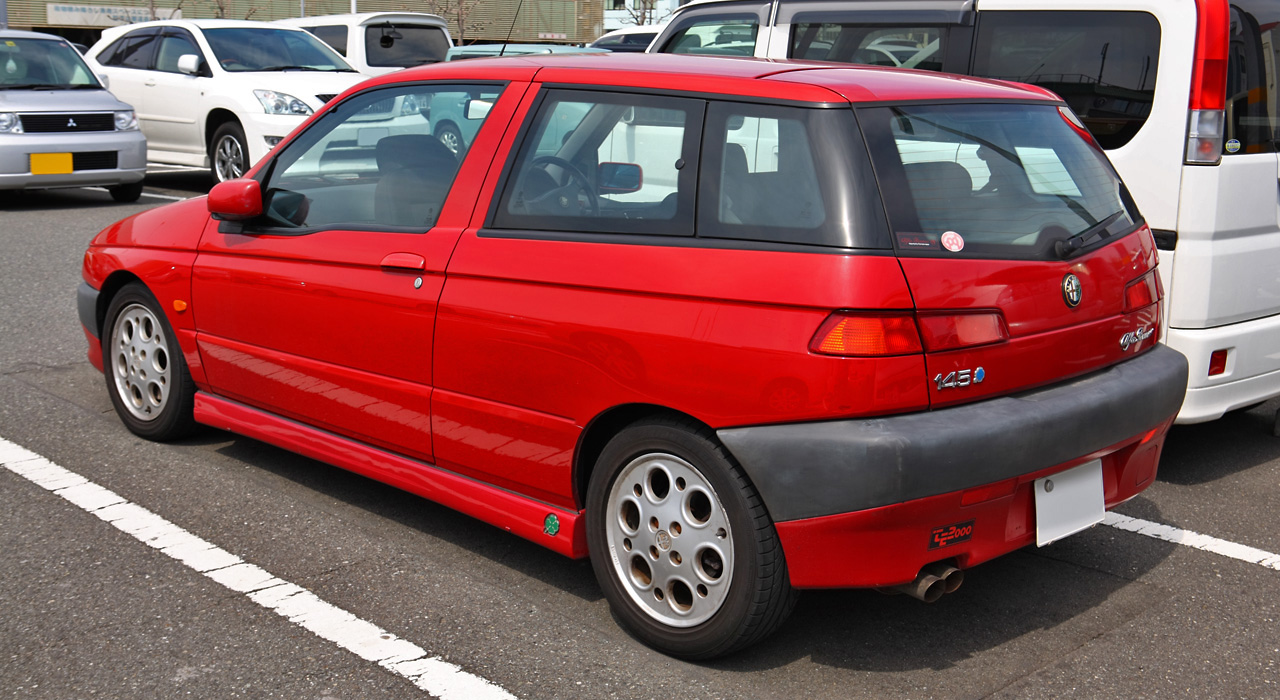
Alfa Romeo 145 (vista trasera)

El desarrollo del Tipo 930, el sustituto del antiguo 33 en el competitivo mercado de los hatchbacks familiares, duró cuatro años. El primer descendiente del proyecto, el 145 de tres puertas, hizo su debut en exhibición estática en el Salón del Automóvil de Turín de abril de 1994 y luego en el Salón del Automóvil de París en julio; se planeó un lanzamiento comercial europeo simultáneo para el 9 de septiembre, pero se retrasó hasta octubre.
En abril de 1992, se inició el desarrollo de un segundo coche, el 146 o Tipo 930B, derivado del 145 y que se comercializaría junto con él. Con su estilo más tradicional de Alfa Romeo, estaba dirigido a una clientela diferente: la del saliente 33. El 146 se estrenó en noviembre de 1994 en el Salón del Automóvil de Bolonia y salió a la venta en mayo de 1995.
Se introdujeron dos modelos distintos para reemplazar al 33: el Alfa Romeo 145, un sedán de tres puertas y dos volúmenes que se produjo junto con el 33 en su primer año, y el Alfa Romeo 146, un sedán de cinco puertas y dos volúmenes y medio, cuyo lanzamiento en 1995 marcó el retiro definitivo del modelo anterior.
El 145 fue presentado al público en julio de 1994 por el entonces director ejecutivo del Grupo Fiat, Paolo Cantarella. Las ventas comenzaron el 9 de septiembre de ese mismo año.
En su lanzamiento, la gama de motores de ambos coches incluía un turbodiésel de cuatro cilindros en línea de 1.9 litros y los motores bóxer de gasolina del 33, en versiones 1.3 de 8 válvulas, 1.6 de 8 válvulas y el 1.7 de 16 válvulas, el tope de gama. Dependiendo del mercado, los motores estaban disponibles en los niveles de equipamiento básico y L (de "Lusso"), o en ambos; el equipamiento de serie del acabado L era más completo en los coches con motores más grandes.
En el lanzamiento, la línea de motores para ambos automóviles comprendía un turbodiésel de cuatro cilindros en línea de 1.9 litros y los motores de gasolina boxer del 33, en formas 1.3[1] de 8 válvulas, 1.6 de 8 válvulas y el tope de gama 1.7 de 16 válvulas.[1][2] Dependiendo del mercado, los motores estaban disponibles en uno o ambos niveles de equipamiento básico y mejor equipado L (por "Lusso"); el equipamiento estándar del acabado L era más rico en los automóviles con motores más grandes.

### Quadrifoglio yti
Los modelos deportivos insignia con el motor Twin Spark de cuatro cilindros en línea y dos litros y 16 válvulas del 155 llegaron un año después de su debut: el 145 Quadrifoglio y el 146 ti. Cada versión de dos litros tenía un nivel de equipamiento único; ambas incluían más equipamiento de serie que las versiones L, como ABS, volante y pomo de la palanca de cambios forrados en cuero, y asientos deportivos Momo.
El 145 Quadrifoglio (145 Cloverleaf en el Reino Unido), lanzado en el Salón del Automóvil de Frankfurt de septiembre de 1995 y a la venta desde octubre, tenía faldones laterales de color carrocería intenso con insignias de "trébol verde" y llantas de aleación de cinco orificios.
El 146 ti salió a la venta en febrero de 1996. Incluía faldones laterales pintados, alerón trasero y llantas de aleación de doce agujeros. Los modelos de dos litros estaban equipados con una suspensión más rígida, un sistema de frenos de disco mejorado, ABS, neumáticos más anchos y de perfil bajo, y dirección directa de cremallera rápida (también presente en los modelos 155, GTV y Spider), que mejoraba la respuesta, pero también reducía el radio de giro.

### Primeras revisiones

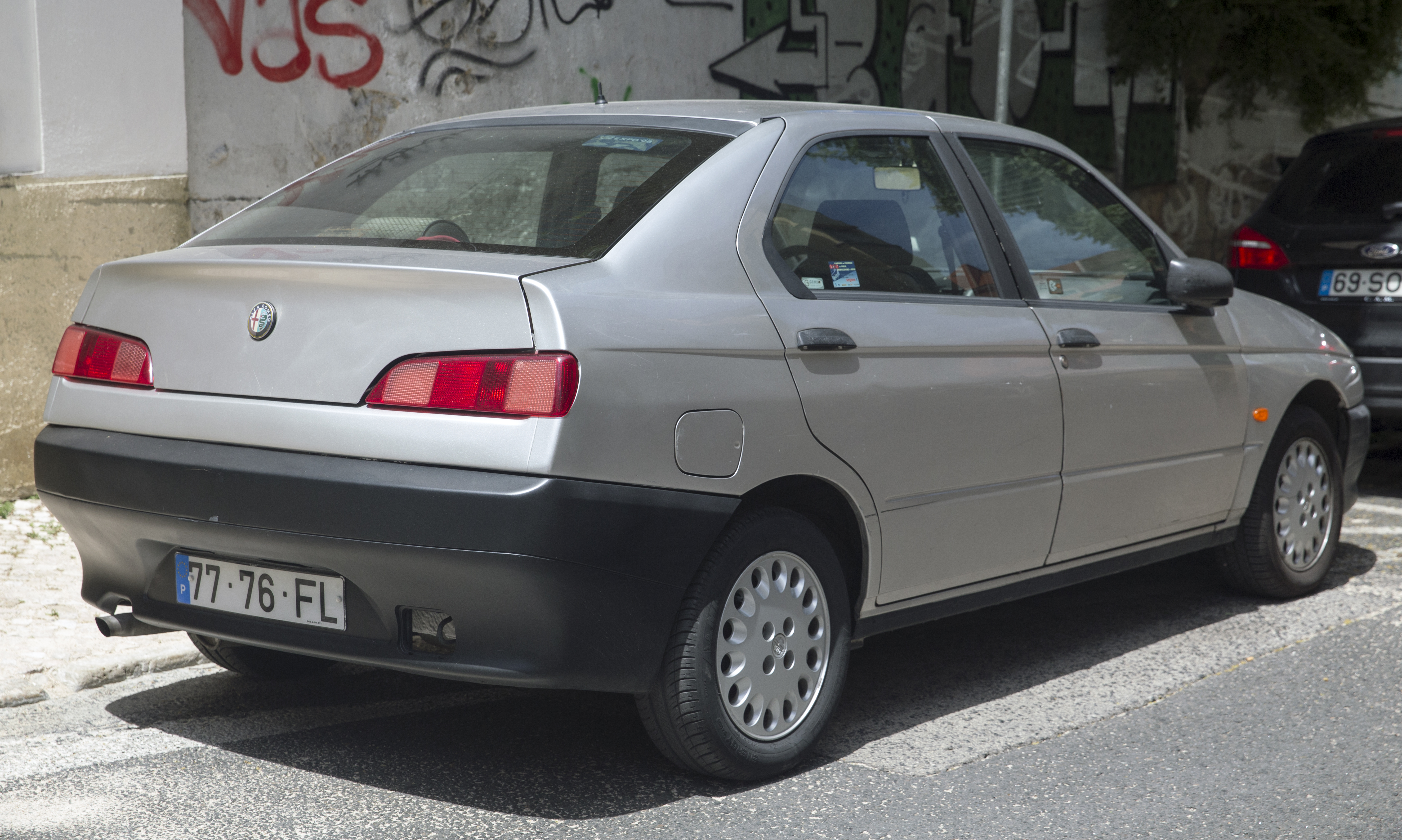
Alfa Romeo 146

A partir de enero de 1997, se sustituyeron todos los motores bóxer por versiones 1.4, 1.6 y 1.8 del motor Twin Spark de 16 válvulas. Los coches de 1.8 litros adoptaron el chasis, la dirección y los frenos deportivos del Quadrifoglio/ti, y también ofrecieron algunos de sus equipamientos opcionales, como los asientos deportivos. Al mismo tiempo, se actualizó el interior: se incorporó un nuevo sistema de aire acondicionado, un salpicadero rediseñado y un tapizado para los coches con volante a la izquierda. Los coches con volante a la derecha conservaron el diseño anterior del salpicadero. Los cambios exteriores fueron menores: nuevos tapacubos y llantas de aleación, y una mayor variedad de colores de pintura.
En septiembre de 1997, Alfa Romeo presentó el Junior, un nivel de equipamiento dirigido a jóvenes compradores que combinaba el estilo deportivo y la configuración del chasis de los modelos tope de gama con el asequible motor 1.4 de entrada. Posteriormente, se incorporó también el motor 1.6 a este nivel. Basado en el motor 1.4 L, los Junior se distinguían por los faldones laterales del Quadrifoglio con el logo "Junior", las llantas de aleación específicas de 15 pulgadas y la salida de escape de acero inoxidable (así como, en el 146, el alerón del maletero) del ti.
En marzo de 1998, los motores Twin Spark 1.8 y 2.0 recibieron las actualizaciones introducidas por primera vez en el 156; debido a los colectores de admisión de longitud variable, los dos motores ganaron entre 4 y 5 CV y alcanzaron el par máximo a velocidades del motor unas 500 rpm más bajas.

### Rediseño de 1999

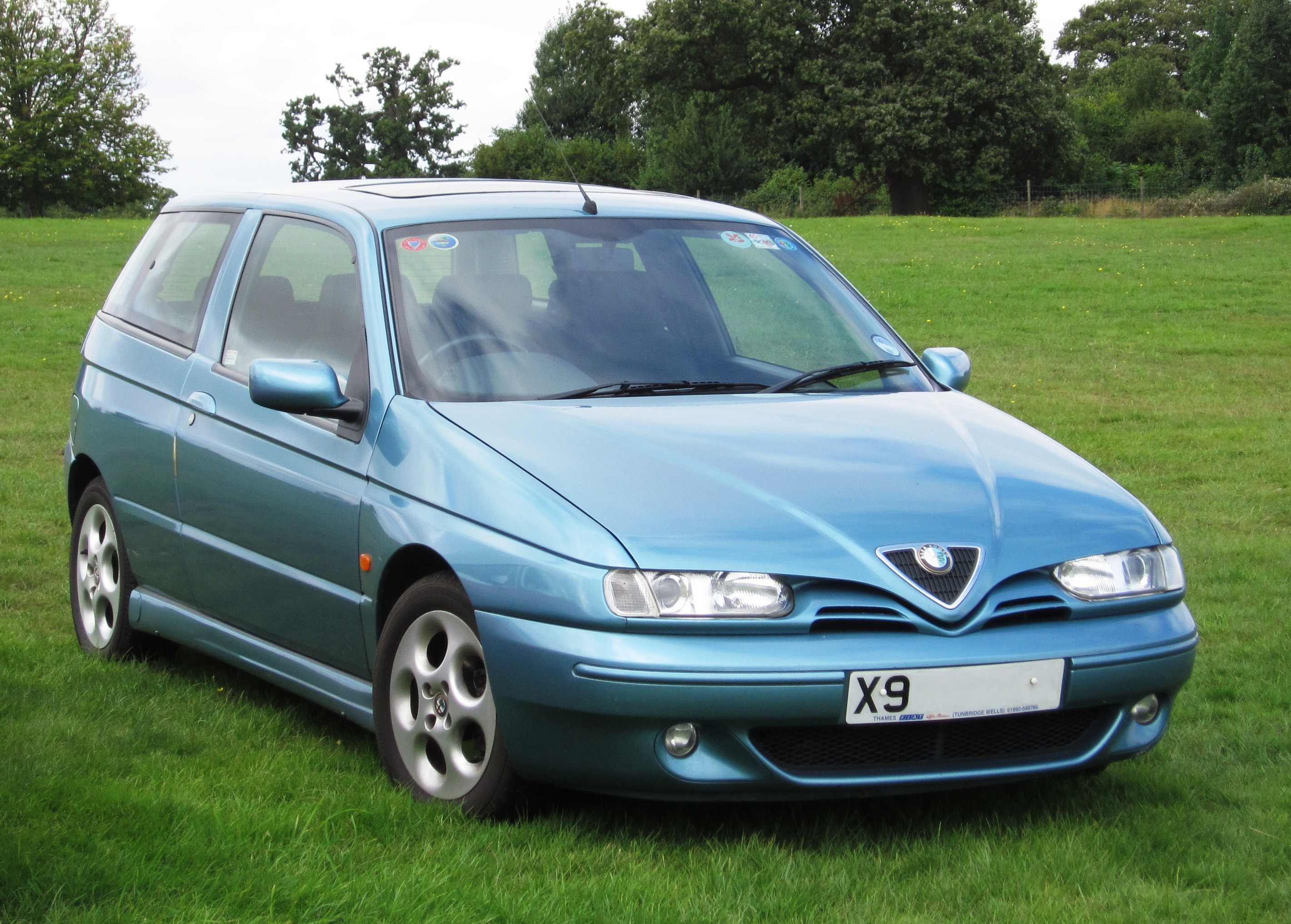
145 Pack Sport (rediseñado)

En el Salón del Automóvil de Ginebra de marzo de 1999, Alfa Romeo presentó la línea rediseñada de 1999 para ambos modelos. El nuevo motor JTD turbodiésel 1.9 con inyección directa common-rail reemplazó al 1.9 TD.
Los principales cambios en el exterior fueron los nuevos parachoques del color de la carrocería, con faros antiniebla redondos y estrechas franjas de protección. El interior incorporó nueva tapicería y mejoras en los detalles, como los marcos cromados de las rejillas de ventilación. Los airbags laterales opcionales complementaron los airbags del pasajero y del conductor de serie, ya disponibles.
El nivel de equipamiento Junior se descontinuó, en favor del paquete opcional "pack sport", que incluía faldones laterales, alerón trasero, llantas de aleación, volante forrado en cuero y asientos deportivos, todos ellos equipamientos de serie en los modelos de dos litros. Un segundo paquete, "pack lusso", ofrecía volante de cuero, tapicería de terciopelo y molduras de madera de caoba..
En septiembre del año siguiente, en el Salón del Automóvil de París, se lanzó oficialmente el nuevo 147. Finalmente, en 2000, el 145 y el 146 fueron reemplazados por el nuevo 147, que fue un éxito comercial mucho mayor, con su aclamado diseño frontal y su calidad mejorada.

## Especificaciones
Basados en la plataforma Tipo Due (Tipo Dos) del Grupo Fiat, desarrollada por el Grupo Fiat para todos los vehículos del segmento C, como el Fiat Tipo y el Lancia Delta de segunda serie, los modelos 145 y 146 contaban con una estructura monocasco, suspensión delantera MacPherson y suspensión trasera de brazos tirados. Una peculiaridad de estos coches era que estaban diseñados para equipar tanto motores longitudinales (los antiguos Boxer) como transversales (los diésel y el Twin Spark).
El 145 tenía una línea deportiva, gracias al diseño de Chris Bangle, los motores eran bóxer derivados del 33, con cilindradas de 1351 cm³, 1596 cm³ y 1712 cm³, este último con distribución de dieciséis válvulas. El motor de 1596 cm³ era una versión nueva y única del famoso y probado bóxer de Alfa Romeo, obtenido mediante la reducción del diámetro del motor de ocho válvulas de 1712 cm³.
Los primeros se montaban en la misma configuración que en el 33 o Alfasud, es decir, con el eje delantero en voladizo longitudinalmente y la caja de cambios hacia la cabina; los segundos, en la posición transversal convencional, con la caja de cambios a la izquierda. Todos los motores estaban acoplados a transmisiones manuales de cinco velocidades. La dirección era de piñón y cremallera, con asistencia hidráulica de serie.

## Motorizaciones
Inicialmente, las motorizaciones de gasolina del 145 y 146 eran las mismas del 33, de cuatro cilindros opuestos bóxer de 1.3 (90 CV), 1.6 (103 CV) y 1.7 (129 CV) litros de cilindrada. Es reseñable que a pesar de utilizar un chasis Fiat pensado para mecánicas transversales, los bóxer siguieron montándose longitudinalmente con la caja de cambios a continuación garantizando unos reenvíos muy cortos y un centro de gravedad muy bajos. El diésel sin embargo no provenía del 33 sino que era un cuatro cilindros en línea de 1.9 litros de cilindrada con turbocompresor, de origen Fiat, inicialmente con inyección indirecta y una potencia máxima de 90 CV (1.9 TD) y luego con inyección directa common rail y 105 CV (1.9 JTD).
En 1996 se añadió la versión Quadrifoglio, con motor de gasolina Twin Spark de 2.0 litros de cilindrada y 16 válvulas, similar al del Alfa Romeo 155. Tiempo más tarde, los bóxer fueron reemplazados por motores de cuatro cilindros en línea colocados transversalmente de 1.4, 1.6 y 1.8 litros de cilindrada, también con la tecnología Twin Spark.

## Fichas técnicas

### 1.4 Twin Spark
- Cilindrada: 1370 cc
- Cilindros/disposición: 4 cilindros en línea
- Potencia máxima: 103 CV a 6300 rpm
- Torque: 12,4 kgm a 4600 rpm
- Sistema de Inyección de Combustible: Electrónica Multipunto
- Combustible: Gasolina sin plomo
- Velocidad máxima: 185 km/h
- Aceleración (0/100km/h): 11,2 segundos

### 1.6 Twin Spark
- Cilindrada: 1598 cc
- Cilindros/disposición: 4 cilindros en línea
- Potencia máxima: 120 CV a 6300 rpm
- Torque: 14,7 kgm a 4500 rpm
- Sistema de Inyección de Combustible: Electrónica Multipunto
- Combustible: Gasolina sin plomo
- Velocidad máxima: 195 km/h
- Aceleración (0/100km/h): 10,2 segundos

### 1.8 Twin Spark
- Cilindrada: 1747 cc
- Cilindros/disposición: 4 cilindros en línea
- Potencia máxima: 144 CV a 6500 rpm
- Torque: 17,2 kgm a 3500 rpm
- Sistema de Inyección de Combustible: Electrónica Multipunto
- Combustible: Gasolina sin plomo
- Velocidad máxima: 207 km/h
- Aceleración (0/100km/h): 9,2 segundos

### 2.0 Twin Spark
- Cilindrada: 1970 cc
- Cilindros/disposición: 4 cilindros en línea
- Potencia máxima:
  - Fase I: 150 CV a 6200 rpm
  - Fase II: 155 CV a 6400 rpm
- Par máximo:
  - Fase I: 19,0 kgm a 4000
  - Fase II: 19,1 kgm a 3500RPM
- Sistema de Inyección de Combustible: Electrónica Multipunto
- Combustible: Gasolina sin plomo
- Velocidad máxima: 211,6 km/h
- Aceleración (0/100km/h): 8,5 segundos (fase I)
- Aceleración (0/100km/h): 8,2 segundos (fase II)

### 1.9 JTD
- Cilindrada: 1910 cc
- Cilindros/disposición: 4 cilindros en línea
- Potencia máxima: 105 CV a 4000 rpm
- Torque: 26,0 kgm a 2000 rpm
- Tipo de Inyección de Combustible: Inyección directa con turbocompresor
- Combustible: Gas Oil
- Velocidad máxima: 187 km/h
- Aceleración (0/100km/h): 10,4 segundos